# Ingo Seibert
Ingo Seibert (Monaco di Baviera, 9 agosto 1972) è un ex atleta, ex giocatore di football americano ed ex bobbista tedesco che ha giocato come runningback.

## Palmarès

### Football americano
- 1 World Bowl (Frankfurt Galaxy, 1995)
- 1 German Bowl (Munich Cowboys, 1993)

### Bob
- 1 Mondiale juniores di bob a 4 (1996)